# Edward Robeson Taylor
Edward Robeson Taylor (Springfield, 24 settembre 1838 – San Francisco, 5 luglio 1923) è stato un politico, poeta e avvocato statunitense, 28° sindaco di San Francisco.